# NBA All-Star Game 1954
L'NBA All-Star Game 1954, svoltosi a New York City, vide la vittoria finale della Eastern Division sulla Western Division per 98 a 93 dopo i tempi supplementari.
Bob Cousy, dei Boston Celtics, fu nominato MVP della partita.

## Squadre

### Western Division
| Western Division |                    |     |     |     |     |     |     |     |    |
| Giocatore        | Squadra            | MIN | FGM | FGA | FTM | FTA | RIM | AST | PT |
| Jim Pollard      | Minneapolis Lakers | 41  | 10  | 22  | 3   | 5   | 3   | 3   | 23 |
| Bobby Wanzer     | Rochester Royals   | 35  | 5   | 13  | 2   | 3   | 2   | 6   | 12 |
| Bob Davies       | Rochester Royals   | 31  | 8   | 16  | 2   | 3   | 5   | 5   | 18 |
| George Mikan     | Minneapolis Lakers | 31  | 6   | 18  | 6   | 8   | 9   | 1   | 18 |
| Mel Hutchins     | Fort Wayne Pistons | 31  | 1   | 8   | 1   | 2   | 4   | 2   | 3  |
| Larry Foust      | Fort Wayne Pistons | 27  | 1   | 9   | 1   | 1   | 15  | 0   | 3  |
| Slater Martin    | Minneapolis Lakers | 23  | 1   | 5   | 0   | 0   | 0   | 3   | 2  |
| Arnie Risen      | Rochester Royals   | 20  | 4   | 10  | 0   | 1   | 7   | 0   | 8  |
| Andy Phillip     | Fort Wayne Pistons | 19  | 1   | 4   | 0   | 1   | 3   | 3   | 2  |
| Don Sunderlage   | Milwaukee Hawks    | 6   | 1   | 2   | 2   | 2   | 0   | 1   | 4  |
| Totale           |                    | 265 | 38  | 107 | 17  | 26  | 48  | 24  | 93 |
| All. John Kundla | Minneapolis Lakers |     |     |     |     |     |     |     |    |

MIN: minuti. FGM: tiri dal campo riusciti. FGA: tiri dal campo tentati. FTM: tiri liberi riusciti. FTA: tiri liberi tentati. RIM: rimbalzi. AST: assist. PT: punti

### Eastern Division
| Eastern Division  |                       |     |     |     |     |     |     |     |    |
| Giocatore         | Squadra               | MIN | FGM | FGA | FTM | FTA | RIM | AST | PT |
| Bob Cousy         | Boston Celtics        | 34  | 6   | 15  | 8   | 8   | 11  | 4   | 20 |
| Ray Felix         | Baltimora Bullets     | 32  | 4   | 8   | 5   | 5   | 11  | 1   | 13 |
| Bill Sharman      | Boston Celtics        | 30  | 6   | 9   | 2   | 4   | 2   | 3   | 14 |
| Carl Braun        | New York Knicks       | 29  | 4   | 8   | 1   | 1   | 4   | 2   | 9  |
| Harry Gallatin    | New York Knicks       | 28  | 0   | 2   | 5   | 6   | 18  | 3   | 5  |
| Ed Macauley       | Boston Celtics        | 25  | 4   | 11  | 5   | 6   | 1   | 3   | 13 |
| Dolph Schayes     | Syracuse Nationals    | 24  | 1   | 3   | 4   | 6   | 12  | 1   | 6  |
| Dick McGuire      | New York Knicks       | 24  | 2   | 5   | 0   | 0   | 4   | 2   | 4  |
| Neil Johnston     | Philadelphia Warriors | 20  | 2   | 9   | 2   | 4   | 7   | 2   | 6  |
| Paul Seymour      | Syracuse Nationals    | 19  | 2   | 6   | 4   | 4   | 1   | 3   | 8  |
| Totale            |                       | 265 | 31  | 76  | 36  | 44  | 71  | 24  | 98 |
| All. Joe Lapchick | New York Knicks       |     |     |     |     |     |     |     |    |

MIN: minuti. FGM: tiri dal campo riusciti. FGA: tiri dal campo tentati. FTM: tiri liberi riusciti. FTA: tiri liberi tentati. RIM: rimbalzi. AST: assist. PT: punti